# Église de Vartiokylä
Pour les articles homonymes, voir Église Saint-Jean.
L'église de Vartiokylä (finnois : Vartiokylän kirkko) à Helsinki, Finlande est une église luthérienne située dans le quartier de Vartiokylä à Helsinki en Finlande.  